# Corsier
Pour la commune vaudoise, voir Corsier-sur-Vevey.
Corsier est une commune suisse du canton de Genève.

## Géographie

### Situation
La commune est située sur la rive gauche du Léman, sur un coteau, à 9 km au nord-est de Genève.
Le territoire de Corsier s'étend sur 2,74 km2. Lors du relevé de 2013-2018, les surfaces d'habitations et d'infrastructures représentaient 40,1 % de sa superficie, les surfaces agricoles 57,7 %, les surfaces boisées 2,9 % et les surfaces improductives 1,5 %.
La commune comprend les localités de Corsier-Village, Corsier-Port et Bellebouche. Elle est limitrophe d'Anières, Gy, Meinier et Collonge-Bellerive.

### Hydrographie
La commune est traversée par le Nant d'Aisy qui prend sa source à la frontière franco-suisse.

## Population et société

### Gentilé
Les habitants de la commune se nomment les Corsiérois.

### Démographie

#### Évolution de la population
La commune compte 2 282 habitants au 31 décembre 2023 pour une densité de population de 833 hab/km2. Sur la période 2010-2023, sa population a augmenté de 26,0 % (canton : 14,6 % ; Suisse : 9,4 %).  

#### Pyramide des âges
En 2023, le taux de personnes de moins de 30 ans s'élève à 33,5 %, au-dessous de la valeur cantonale (33,7 %). Le taux de personnes de plus de 60 ans est quant à lui de 25,3 %, alors qu'il est de 22,2 % au niveau cantonal.
La même année, la commune compte 1 119 hommes pour 1 163 femmes, soit un taux de 49 % d'hommes, supérieur à celui du canton (48,3 %).
| Hommes | Classe d’âge | Femmes |
| ------ | ------------ | ------ |
| 0,7    | 90 ans ou +  | 0,8    |
| 8,4    | 75 à 89 ans  | 8,6    |
| 15,0   | 60 à 74 ans  | 17,1   |
| 23,7   | 45 à 59 ans  | 25,5   |
| 16,4   | 30 à 44 ans  | 16,9   |
| 17,5   | 15 à 29 ans  | 13,2   |
| 18,2   | - de 14 ans  | 18,0   |

| Hommes | Classe d’âge | Femmes |
| ------ | ------------ | ------ |
| 0,7    | 90 ans ou +  | 1,5    |
| 6,5    | 75 à 89 ans  | 8,8    |
| 13,0   | 60 à 74 ans  | 13,8   |
| 21,7   | 45 à 59 ans  | 21,5   |
| 22,9   | 30 à 44 ans  | 22,4   |
| 18,6   | 15 à 29 ans  | 17,2   |
| 16,7   | - de 14 ans  | 14,8   |

## Histoire
Les plus anciens vestiges trouvés le long des rives du lac témoignent de l'existence de plusieurs villages datant d'avant l'an 3000 avant notre ère. Le site palafittique de Corsier-Port est ainsi classé au patrimoine mondial de l'UNESCO ainsi que comme bien culturel suisse d'importance nationale.
Entre 1000 et 750 av. J.-C., les habitants quittèrent le rivage pour s'installer sur le plateau. Après les Celtes et les Allobroges, les Romains se fixèrent à leur tour sur ce territoire.
C'est à eux que l'on doit le nom de Corsiacum, qui, à travers les siècles, se transforma en « Corsier ». Au Moyen Âge, les seigneurs de Corsier règnent sur le village, alors que les alentours appartiennent au duché de Savoie.
Après avoir connu la réforme protestante, Corsier redevint catholique à la fin du XVIe siècle, sous l'influence de saint François de Sales, qui fut curé de Corsier entre 1595 et 1601.
Intégrée en 1798 au département français du Léman, Corsier devint suisse en 1816. De 1816 à 1858, Corsier forma une seule commune avec Anières. En 1858, Corsier (catholique) se sépara d'Anières (protestante) pour des raisons essentiellement religieuses.
En 2012, on a découvert une pierre à cupules sous l'église.

## Politique
L'exécutif de la commune comprend un maire et deux adjoints, qui constituent l'exécutif de la commune, ainsi qu'un conseil municipal de 17 membres, tous élus au suffrage universel pour un mandat de cinq ans.
L'exécutif de la commune, entré en fonction le 1er juin 2025, se compose de la façon suivante :
| Identité       | Étiquette | Étiquette | Fonction                 | Dicastères |
| -------------- | --------- | --------- | ------------------------ | ---------- |
| Killian Sudan  | PLR       |           | Maire                    |            |
| David Berreby  | UDC       |           | Conseiller administratif |            |
| Albert Sirolli | PLR       |           | Conseiller administratif |            |

À la suite des élections municipales du 23 mars 2025, le Conseil municipal est représenté de la manière suivante : 
| Parti                              | Voix | Suffrages en % | +/-   | Sièges | +/- |
| ---------------------------------- | ---- | -------------- | ----- | ------ | --- |
| Parti libéral-radical (PLR)        | 372  | 47,64 %        | 7,27  | 9 / 17 | 2   |
| Corsier demain                     | 301  | 39,40 %        | 23,99 | 7 / 17 | 5   |
| Union démocratique du centre (UDC) | 69   | 8,82 %         | 8,82  | 1 / 17 | 1   |
| Vert'libéraux - Le Centre (LC)     | 33   | 4,14 %         | 4,14  | 0 / 17 | 0   |

### Liste des maires
| Période                                  | Période      | Identité         | Étiquette         | Qualité |
| ---------------------------------------- | ------------ | ---------------- | ----------------- | --- |
| Les données manquantes sont à compléter. |              |                  |                   | |
| 1er juin 1995                            | 31 mai 2003  | Madeleine Walker | PRD               | |
| 1er juin 2003                            | 31 mai 2007  | Laurent Badoud   | Corsier Concorde  | Adjoint au maire de 2002 à 2003 |
| 1er juin 2007                            | 31 mai 2011  | Gilbert Henchoz  | PRD               | Adjoint au maire de 1999 à 2007 |
| 23 octobre 2011                          | 20 juin 2017 | Bertrand Pictet  | Entente communale | -Adjoint au maire de 2007 à 2011 -Elu en octobre en raison du report du scrutin de début d'année par le Tribunal administratif -Démission en juin 2017 |
| 15 octobre 2017                          | en cours     | Eric Anselmetti  | Entente communale | Adjoint au maire de 2015 à 2017 |

## Transports
Pour se rendre à Corsier-Village depuis le centre-ville (Rive), il est possible de prendre les transports publics, soit le bus G, partant de Veigy-Foncenex, village en France voisine. Il dépose les passagers au centre de Corsier-Village. Le temps de trajet est d'environ 20 à 25 minutes depuis le centre-ville. Un autre bus (N°38) permet de se rendre dans cette commune tout en effectuant un trajet différent du bus G, passant notamment par la commune de Vandoeuvres et se dirigeant vers Chêne-Bourgeries. Le G+ peut également être une bonne option, mis à part le fait qu'il ne dessert pas l'arrêt « Corsier-Village », mais d'autres arrêts se situant dans la commune, comme l'arrêt "Le Soleil".
Pour se rendre à Corsier-Port, les bus E et E+ permettent de s'y diriger avec environ le même temps de trajet que les bus G et G+, toujours depuis le centre-ville.

## Culture et patrimoine

### Héraldique
| Blason | Blasonnement : Palé d'argent et de gueules de huit pièces, au chef de sable chargé d'une croix d'or. |